# 格蘭河 (奧地利)

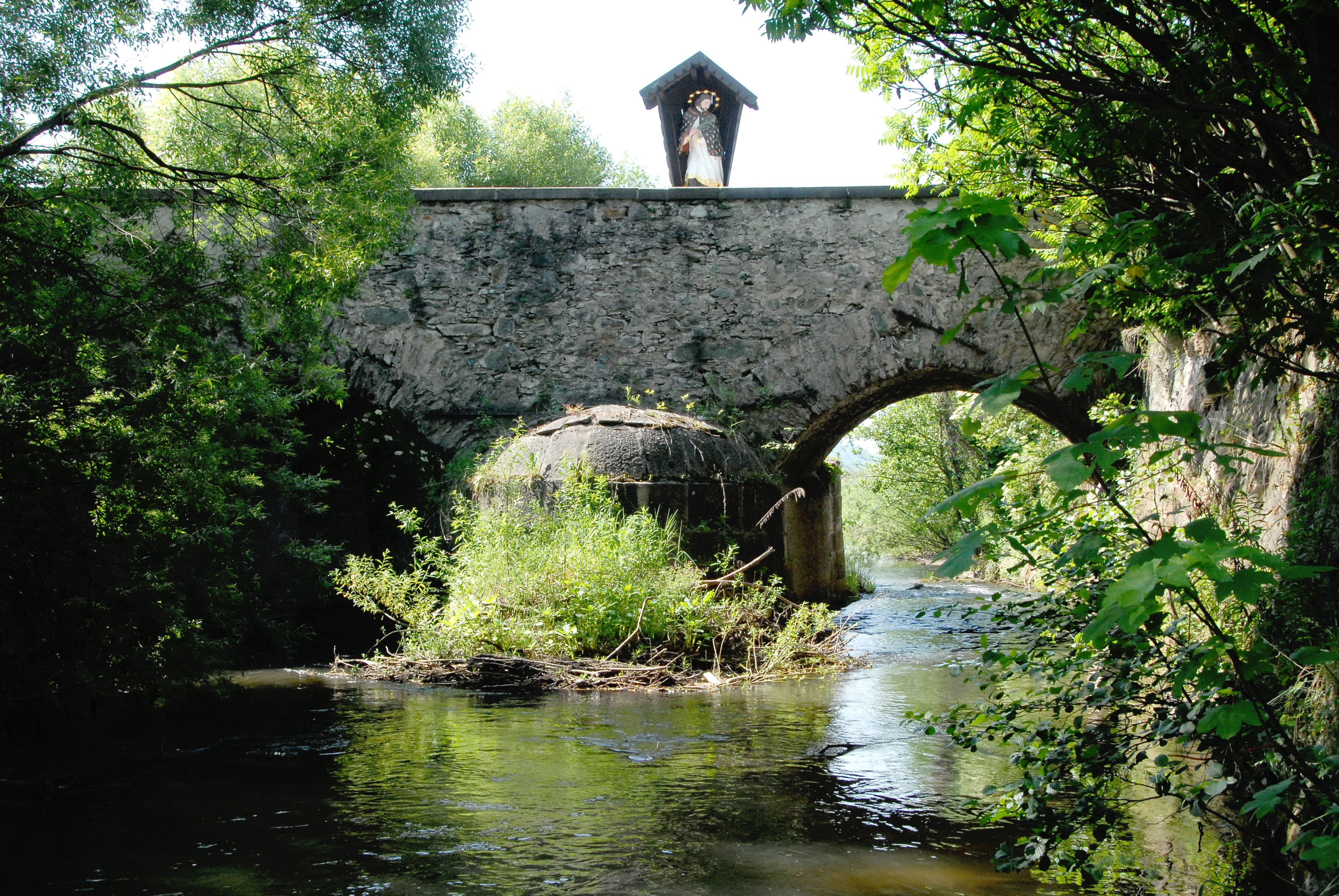

格蘭河（德語：Glan，德語發音：[ɡlaːn] ⓘ）是奧地利的河流，位於克恩頓州，屬於古爾克河的右支流，發源自沃尔特湖畔泰谢尔斯贝格附近，河畔城鎮有費爾德基興、格蘭河畔聖法伊特、克拉根福和埃本塞爾。
46°36′12″N 14°25′28″E / 46.6033°N 14.4245°E